# Leonardo Rojas Lundgren
Neo Leonardo Gordon Carlos Rojas Lundgren, född 8 maj 2003 i Stockholm, är en svensk skådespelare.
Rojas Lundgren har bland annat gestaltat Freddes och Mickans son Viktor Schiller i såväl TV-serien Solsidan som i filmen med samma namn. Han har även medverkat i TV-filmen Maria Wern – Vinna eller försvinna.

## Filmografi (i urval)
- 2011–2023 – Solsidan (TV-serie)
- 2014 – Tillbaka till Bromma
- 2017 – Solsidan
- 2023 – Maria Wern – Vinna eller försvinna